# 卡尔马尔萨
卡尔马尔萨，是西班牙阿拉贡自治区萨拉戈萨省的一个市镇。 总面积28平方公里，总人口87人（2001年），人口密度3人/平方公里。